# Salò
Salò település Olaszországban, Lombardia régióban, Brescia megyében, a Garda-tó partján. Lakosainak száma 10 417 fő (2023. január 1.). Salò Gardone Riviera, Gavardo, Roè Volciano, San Felice del Benaco, Torri del Benaco, Vobarno és Puegnago sul Garda községekkel határos.
1943 és 1945 között az ún. Olasz Szociális Köztársaság más néven Salòi Köztársaság fővárosa, a Harmadik Birodalom bábállama, amit Benito Mussolini vezetett.

## Népessége
A település lakossága az elmúlt években az alábbi módon változott:
| Lakosok száma | 10 634 | 10 603 | 10 417 |
|               | 2017   | 2018   | 2023   |

## Híres szülöttjei
- Aldo Dolcetti labdarúgóedző